# لوکاس وونگ
وونگ یوک-هی (هوانگ شو-شی، به چینی: 黃旭熙؛ زادهٔ ۲۵ ژانویهٔ ۱۹۹۹) که با نام لوکاس (به انگلیسی: Lucas) شناخته می‌شود، رپر، خواننده و مدل اهل هنگ کنگ است. او عضو گروه پسرانهٔ کره‌ای ابرگروه سوپر ام است.